# Senbagh
Senbagh är ett underdistrikt i Bangladesh. Det ligger i den sydöstra delen av landet, 120 km sydost om huvudstaden Dhaka.
Trakten runt Senbagh består till största delen av jordbruksmark. Runt Senbagh är det mycket tätbefolkat, med 1 692 invånare per kvadratkilometer.